# Споменик Стефану Твртку I Котроманићу у Бањој Луци
Споменик Стефану Твртку I Котроманићу налази се у центру Бање Луке, а свечано је откривен 26. септембра 2024. године.

## Опште информације
Постављање споменика најављено је у августу 2023. године од стране Драшка Станивуковића, политичара и градоначелника Бање Луке. Свечано је отворен 26. септембра 2024. године, а на налази се на месту где се укрштају Обилићево, Лазарево, Центар и Кочићев вијенац, близу тврђаве Кастел.
Споменик је висине око 10 м, представља Стефана Твртка I Котроманића, који је са сабљом на коњу окренут ка западу. На постаменту је натпис : Стефан Твртко у Христа Бога краљ Србима и Босни и Приморју, како је гласила његова титула.
Координатор пројекта постављања споменика била је Валентина Савић-Мандић, док је професор Универзитета у Бањој Луци Душко Певуља похвалио подизање овог споменика.